# 骑士桥
骑士桥（Knightsbridge）是伦敦市中心西部的一个地区，主要道路为布朗普頓路。
骑士桥地区还包括一些毗邻的街道：斯隆街向南到蓬街（Pont Street）路口，以及布朗普顿路向西南到比彻姆广场（Beauchamp Place）路口。该区以超昂贵的住宅区，以及高档零售店的密度（例如著名的哈洛德百货公司和夏菲尼高）而著称。
在“伦敦规划”中，该区被确定为2个国际中心之一。